# دیوید بال (بازیکن فوتبال)
دیوید بال (انگلیسی: David Ball؛ زادهٔ ۱۴ دسامبر ۱۹۸۹) بازیکن فوتبال اهل بریتانیا که در پست مهاجم در باشگاه فوتبال روترهام یونایتد بازی می‌کند که در حال حاضر به باشگاه فوتبال بردفورد سیتی قرض داده شده‌است.
از باشگاه‌هایی که در آن بازی کرده‌است می‌توان به باشگاه فوتبال منچستر سیتی، باشگاه فوتبال پیتربورو یونایتد، باشگاه فوتبال فلیتوود، باشگاه فوتبال سوئیندون تاون، و باشگاه فوتبال روچدیل اشاره کرد.